# Mazzarino
Mazzarino is een gemeente in de Italiaanse provincie Caltanissetta (regio Sicilië) en telt 12.382 inwoners (31-12-2004). De oppervlakte bedraagt 293,7 km2, de bevolkingsdichtheid is 42 inwoners per km2.

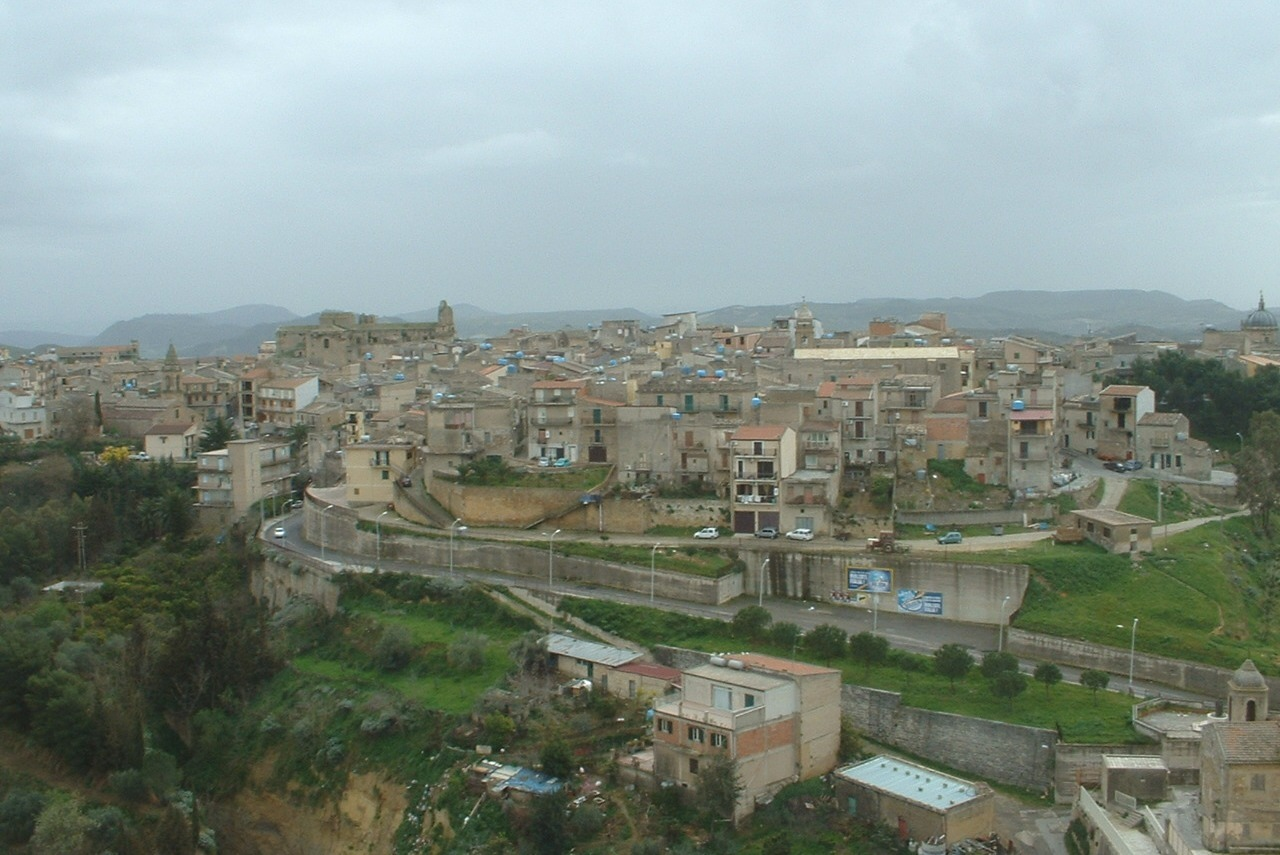
Mazzarino
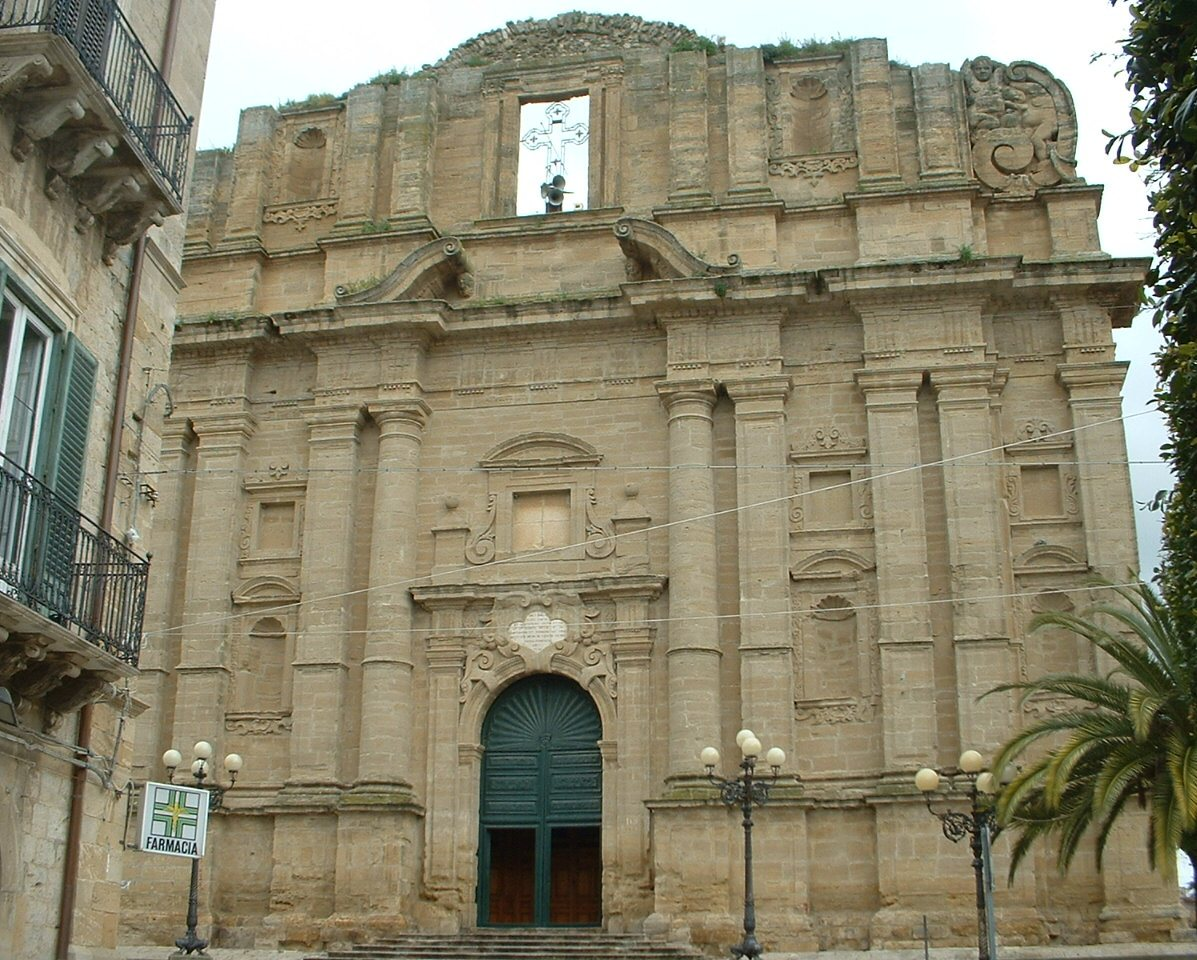
Parochiekerk van Santa Maria della Neve
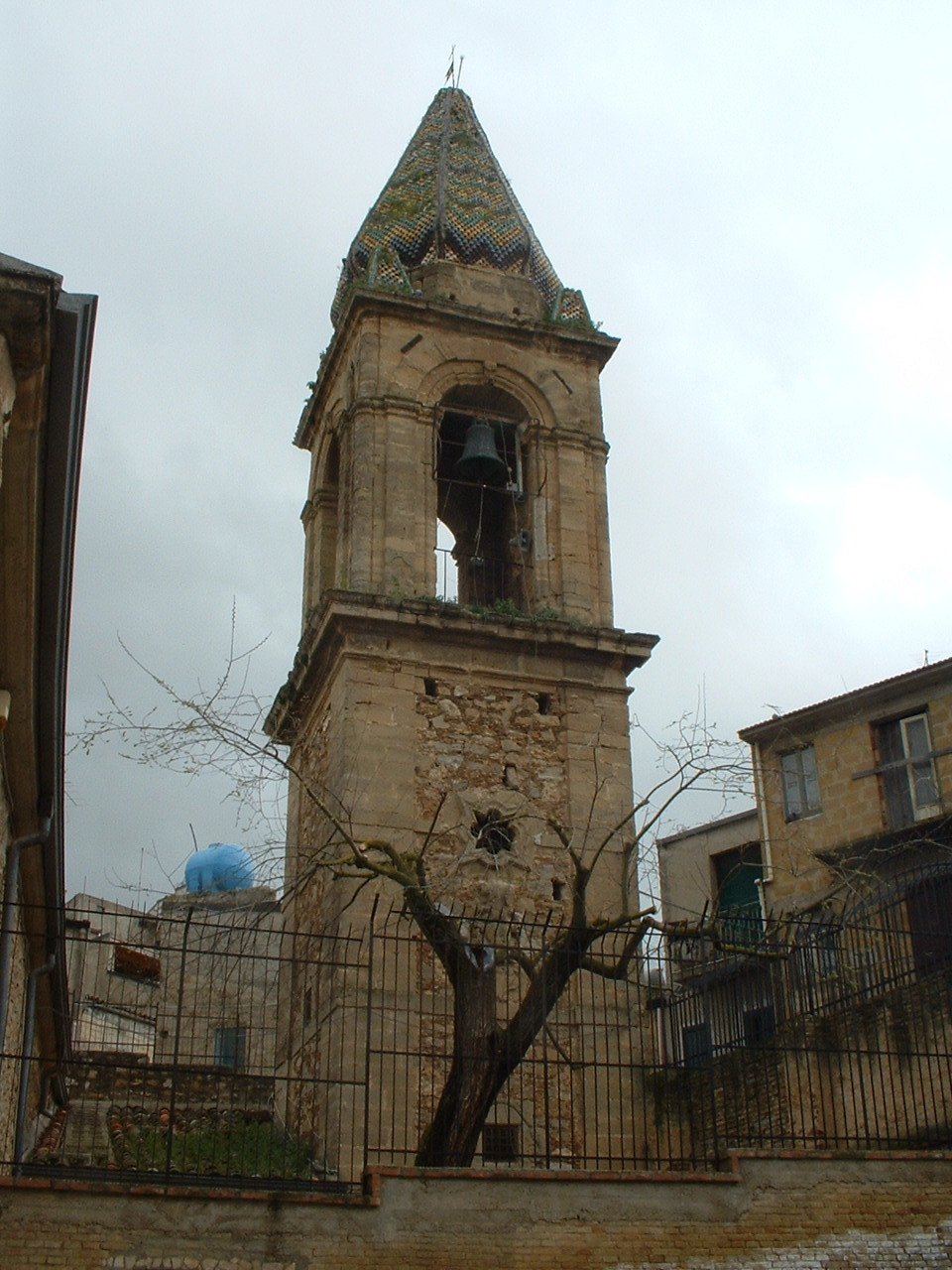
Campanile Signore dell'Olmo

## Demografie
Mazzarino telt ongeveer 4491 huishoudens. Het aantal inwoners daalde in de periode 1991-2001 met 5,6% volgens cijfers uit de tienjaarlijkse volkstellingen van ISTAT.
| Jaar | Inwoneraantal |
| ---- | ------------- |
| 1991 | 13.373        |
| 2001 | 12.627        |

## Geografie
De gemeente ligt op ongeveer 553 m boven zeeniveau.
Mazzarino grenst aan de volgende gemeenten: Barrafranca (EN), Butera, Caltagirone (CT), Caltanissetta, Gela, Niscemi, Piazza Armerina (EN), Pietraperzia (EN), Ravanusa (AG), Riesi, San Cono (CT), San Michele di Ganzaria (CT), Sommatino.

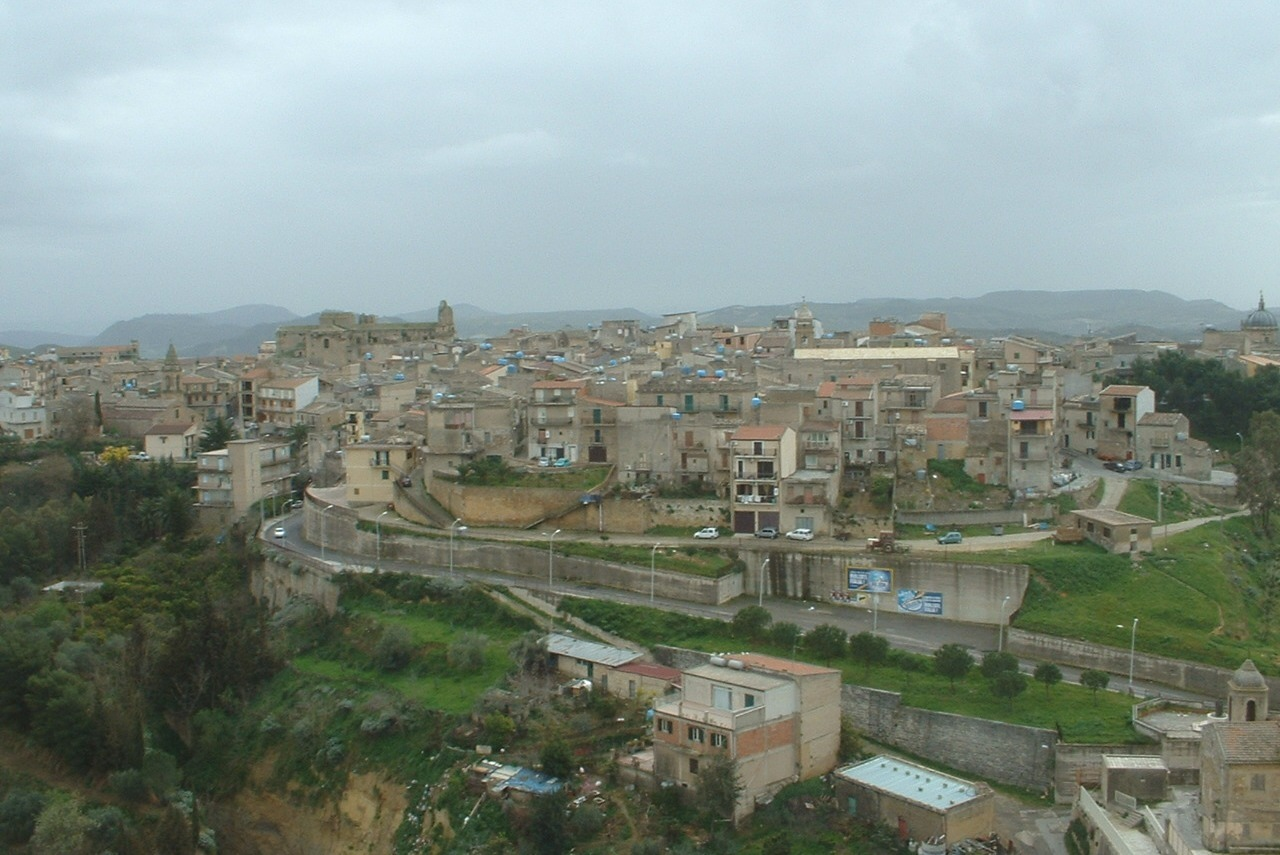
Mazzarino

## Geboren in Mazzarino
Calogero Palermo (1971), klarinettist